# Chambre des conseillers (Tunisie)
Pour les autres articles nationaux ou selon les autres juridictions, voir Chambre des conseillers.
Le Bardo, Tunis
La Chambre des conseillers (arabe : مجلس المستشارين) est la chambre haute du Parlement tunisien entre 2005 et 2011.
Introduite par la réforme constitutionnelle du 1er juin 2002, elle comporte 126 membres, un nombre révisable tous les six ans mais limité aux deux-tiers du nombre des membres de la Chambre des députés. Le mandat des conseillers est de six ans et leur composition est renouvelée par moitié tous les trois ans. Ils sont élus par les membres de la Chambre des députés et par les conseillers municipaux.
Elle est dissoute en vertu du décret-loi du 23 mars 2011 puis supprimée par l'article 50 de la Constitution du 10 février 2014.

## Histoire
La chambre, élue pour la première fois le 3 juillet 2005, est répartie en trois tiers.
- 43 membres sont élus à l'échelle régionale parmi les élus locaux (un ou deux par gouvernorat selon son nombre d'habitants). Durant son existence, ils sont tous issus du Rassemblement constitutionnel démocratique.
- 42 membres sont élus à l'échelle nationale parmi les membres des organisations professionnelles regroupant les employeurs (Union tunisienne de l'industrie, du commerce et de l'artisanat), les agriculteurs (Union tunisienne de l'agriculture et de la pêche) et les salariés (Union générale tunisienne du travail). Ces listes doivent comprendre deux fois plus de candidats que de sièges à pourvoir (28 candidats pour quatorze sièges respectifs). Aux élections de 2005, l'Union générale tunisienne du travail ne présente pas de candidats et laisse donc quatorze sièges vacants[1].
- 41 membres sont nommés parmi les « personnalités et les compétences nationales ». Le président Zine el-Abidine Ben Ali les désigne le 1er août 2005, dont sept femmes[1].

La chambre compte 17 femmes soit 15,32 % des conseillers. En décembre 2008, les partis d'opposition sont représentés par des personnalités figurant sur la liste sélectionnée par le président : Mohamed Harmel (mouvement Ettajdid), Samir Maghraoui (Parti de l'unité populaire), Moncef Chebbi (Union démocratique unioniste), Mohamed Moada (Mouvement des démocrates socialistes) et Mondher Thabet (Parti social-libéral).
De nouvelles élections ont lieu le 10 août 2008 pour renouveler la moitié des représentants des régions et ceux des organisations professionnelles concernées (21 représentants des régions, 8 membres représentant l'Union tunisienne de l'agriculture et de la pêche et 7 représentant l'Union tunisienne de l'industrie, du commerce et de l'artisanat).
Dans une seconde étape, le président Ben Ali doit procéder à la nomination de vingt personnalités en vue de parachever l'opération de renouvellement de la moitié des membres de la Chambre des conseillers. Une opération de tirage au sort avait eu lieu pour arrêter une liste de 56 membres devant être remplacés.
Elle est dissoute en vertu du décret-loi du 23 mars 2011 portant organisation provisoire des pouvoirs publics. L'article 50 de la Constitution du 10 février 2014 marque sa suppression définitive.

## Commissions
La Chambre des conseillers compte sept commissions :  
- commission des affaires politiques, des droits de l'homme et des relations extérieures ;
- commission de la législation générale et de l'organisation générale de l'administration ;
- commission des finances, du plan et du développement régional ;
- commission de l'agriculture, de l'industrie et du commerce ;
- commission de l'éducation, de la culture, de l'information et de la jeunesse ;
- commission des affaires sociales et de la santé publique ;
- commission de l'équipement, des services et de l'environnement.

Chaque commission se compose de douze membres élus à la séance plénière d'ouverture de chaque session ordinaire, en même moment que le président de la Chambre des conseillers et que le bureau.
Les commissions examinent les projets de lois soumis à la chambre et peuvent auditionner les membres du gouvernement sur ces projets.

## Bureau
Le bureau de la chambre élu le 16 août 2005 est constitué des personnalités suivantes :
- Président : Abdallah Kallel ;
- Premier vice-président : Mekki Aloui ;
- Deuxième vice-présidente : Néziha Zarrouk ;
- Secrétaire général : Farouk Aouadi.